# Туліан
Туліан — високогірне озеро що знаходиться в місті Пахалгам округ Анантнаг, Джамму та Кашмір, Індія. Пункт призначення багатьох туристичних походів. Озеро розташований на висоті 3,684 метрів (12,087 футів) над рівнем моря, 16 км (9,9 милі) від Пахалгаму і 11 км (6,8 милі) від Бай Саран. Озеро Туліан з трьох сторін оточене горами, висота яких більш ніж 4,800 метрів (15700 футів), які як правило, покриті снігом. А сама поляна поросла сосновими лісами. Все це робить Туліан надзвичайно привабливим шматочком недоторканої природи Гімалайських гір.
Максимальна довжина 0,35 км (0,22 милі) і ширина 0,16 км (0.099 милі).
Від листодада до лютого озеро замерзає, однак шматки льоду можна побачити і в більш теплу пору року.

## Розташування
Озеро знаходиться між двома гімалайськими гірськими хребтами а саме Пір Панджал і Занскар.